# Station Francheville
Station Francheville is een spoorwegstation in de Franse gemeente Francheville.